# Bahnhof Arusha
Der Bahnhof Arusha ist der Bahnhof der Großstadt Arusha im Norden von Tansania.

## Lage
Der Bahnhof befindet sich in der Innenstadt von Arusha, dem Verwaltungssitz der Region Arusha. Er ist der Endbahnhof der Tanga Line/Usambarabahn von Tanga über Moshi nach Arusha.

## Geschichte
Der Bahnhof wurde 1929 als Endstation der Usambarabahn eröffnet. Ab 2007 fand bis zur Wiedereröffnung 2019 kein Personenverkehr statt. Das historische Bahnhofsgebäude steht unter Denkmalschutz.

## Infrastruktur
Trotz der Einwohnerzahl von Arusha (ca. 600.000) ist der Bahnhof relativ einfach ausgestattet. Vorhanden sind Fahrkartenschalter und -automaten, Servicepersonal, Wetterschutz sowie ein Warteraum. Der Bahnhof ist ebenerdig stufenfrei erreichbar.
Die Stadt Arusha ist an den Fernverkehr über das Fernbusterminal sowie den Flughafen angebunden.